# 瀨川瑛子
瀨川瑛子（せがわ えいこ，1948年7月6日—），本名清水瑛子（舊姓瀨川），日本演歌歌手與演員，生於東京都澀谷區。為歌手瀨川伸的次女。

## 來歷・人物
1967年以瀨川映子的藝名出道，歌手活動外，以其溫和的人品多次出演歌曲以外的綜藝節目。研直子（日本知名女藝人）曾說「在這世上，有些人會和你在電視中所見到的印象相違，但瀨川小姐無論在哪見到，她都是（電視中）那樣的人。」年輕時作為當時少有的高個子女性，因為風格出眾，也常拍些攝影雜誌。
經常被山田邦子、清水美智子、瀧川廣志、栗田貫一等人模倣。第一次被模倣的時候，從父親瀨川伸那里得到「模倣，是作為一流歌手被人首次認可的事」的教誨，自己對被模倣的事也是十分樂意（模倣牛叫「哞～」很有名），曾自稱「瀨川C子」在富士電視台『小邦從未見過的電視節目』（邦ちゃんのやまだかつてないテレビ）與模倣自己的「瀨川A子」（山田邦子）、「瀨川B子」（西田光），一起出演了小品而為人津津樂道。
非常擅長料理，在朝日電視台『愛的圍裙』中很是活躍，唯不擅長中華料理。與圓廣志是遠親。愛好是旅遊、烹飪、服裝設計，寵物是約克夏㹴。

## 作品
1. 淚的影法師（涙の影法師／1967.4.1） 作詞 宇山清太郎，作曲 新井利昌
2. 至死不渝的戀（恋に死にたい／1967.12.1） 作詞 南澤純三，作曲 新井利昌
3. 戀愛是生命（恋はいのち／1968.9.1） 作詞 南澤純三，作曲 新井利昌
4. 想分手的（別れたいのに／1969.3.12） 作詞 水澤圭吾，作曲 新井利昌
5. 西大寺布魯斯（西大寺ブルース／1969.7.1） 作詞 松村又一，作曲 飯田三郎
6. 破罐破摔布魯斯（すてばちブルース／1969.11.1） 作詞 秋津健，作曲 中川博之
7. 長崎的夜是紫色（長崎の夜はむらさき／1970.3.1） 作詞 古木花江，作曲 新井利昌
8. 星兒也濡濕了（星は濡れている／1970.8.25） 作詞 真木たつみ／水澤圭吾，作曲 新井利昌
9. 函館的雨丁香色（函館の雨はリラ色／1970.11.25） 作詞 星野哲郎，作曲 新井利昌
10. 黃昏的港町（たそがれ港町／1971.6.25） 作詞 星野哲郎，作曲 新井利昌
11. 女人哭泣（女が泣いている／1971.11.25） 作詞 関澤新一，作曲 新井利昌
12. 高知之夜（高知の夜／1972.3.25） 作詞 星野哲郎，作曲 市川昭介
13. 那一人的雪國（あのひとの雪国／1972.8.20） 作詞 星野哲郎，作曲 新井利昌
14. 在這裡獨自悲傷的女人（ここにひとりの悲しい女／1972.11.20） 作詞 千家和也，作曲 新井利昌
15. 再見上海（1973.2.20） 作詞 星野哲郎，作曲 鏑木創作
16. 新宿落志傳（新宿落志伝／1973.9.20） 作詞 関澤新一，作曲 新井利昌
17. 釧路的夜白夜（釧路の夜白い夜／1974.4.25）作詞 星野哲郎，作曲 市川昭介
18. 流言・老街・涙町（噂・モトマチ・涙町／1974.11.25） 作詞 星野哲郎，作曲 鏑木創
19. 香煙（たばこ／1975.11.25） 作詞 星野哲郎，作曲 小杉仁三
20. 路過港（ゆきずり港／1976.7.25） 作詞 宇山清太郎，作曲 関野幾生
21. 酒的心（酒のこころ／1976.9.25） 作詞 伊藤旭，作曲 栗野圭一
22. 長崎霧情（1977.2.25） 作詞 星野哲郎，作曲 新井利昌
23. 女人的港町（女の港町／1978.1.25） 作詞 関澤新一，作曲 朴椿石
24. 東京夜景（1978.6.25） 作詞 星野哲郎，作曲 臼井邦彦
25. 月燈（月あかり／1978.11.25）)　作詞 星野哲郎，作曲 朴椿石
26. 冬日的小樽（冬の小樽／1980.1.25） 作詞 丹古晴巳，作曲 新井利昌
27. 橫須賀布魯斯（横須賀ブルース／1980.6.5） 作詞 松井由利夫，作曲 サトウ進一
28. 只有兩人的夜晚（二人だけの夜／1980.11.25） 作詞 山田孝雄，作曲 サトウ進一
29. 新潟布魯斯（新潟ブルース／1981.1.25） 作詞 山岸一二三・水澤圭吾，作曲 山岸英樹／中川博之
30. 相生橋（1981.4.25） 作詞 星野哲郎，作曲 船村徹
31. 愛的夜晚（愛なき夜／1981.8.25） 作詞 関澤新一，作曲 古賀政男
32. 雪子呀一個人（雪子はひとり／1982.10.25） 作詞 山口孝作・星野哲郎，作曲 新井利昌
33. 痛苦河（うさわ川／1983.3.25） 作詞 新本創子，作曲 船村徹
34. 矢切的渡口（矢切の渡し／1983.4.15） 作詞 石本美由紀作曲 船村徹
35. 忘情旅館（わすれ宿／1983.11.20） 作詞 中山大三郎，作曲 船村徹
36. 酒館手球歌（酒場手毬うた／1983.12.20） 作詞 みや秀和・星野哲郎，作曲 船村徹
37. 姿川（1985.2.21） 作詞 新本創子，作曲 船村徹
38. 思想橋戀燈（思想橋恋灯り／1985.6.21） 作詞 馬津川まさお，作曲 中山治美
39. 戀愛是紫色的（恋は紫／1985.8.21） 作詞 文れいじ，作曲 北原じゅん
40. 給我生命吧（命くれない／1986.3.21） 作詞 吉岡治，作曲 北原じゅん
41. 南瀨戶布魯斯（サザン瀬戸ブルース／1987.5.25） 作詞 星野哲郎，作曲 中村典正
42. 塵世河（憂き世川／1988.2.5） 作詞 吉岡治，作曲 北原じゅん
43. 春之海（春の海／1989.4.12） 作詞 星野哲郎，作曲 新井利昌
44. 兩人川（ふたり川／1989.10.21） 作詞 里村龍一，作曲 大葉庸
45. 潮騷的町（潮騒の町／1989.11.21） 作詞 星野哲郎，作曲 新井利昌
46. 人生有時晴有時陰（人生晴れたり曇ったり／1990.3.21） 作詞 吉岡治，作曲 弦哲也
47. 女人的忠臣藏（おんなの忠臣蔵／1990.7.21） 作詞 吉岡治，作曲 船村徹
48. 淚水是女人的化妝水（涙は女の化粧水／1990.7.21） 作詞 新本創子，作曲 幸耕平
49. 海的城下町（海の城下町／1990.10.21） 作詞 星野哲郎，作曲 井上かつお
50. 蜻蜓（とんぼり／1991.2.5） 作詞 たきのえいじ，作曲 叶弦大
51. 「藤乃」酒館（居酒屋「藤乃」／1991.10.5） 作詞 里村龍一，作曲 中村典正
52. 市場繁盛記（やっちゃ場繁盛記／1991.10.21） 作詞 岡まさと，作曲 稲澤祐介
53. 夫婦松（1991.12.16） 作詞 里村龍一，作曲 中村典正
54. 北方的戀歌（北の恋歌／1992.6.21） 作詞 新條カオル，作曲 安形和巳
55. 人生九十九坡（人生つづら坂／1992.9.23） 作詞 たきのえいじ，作曲 弦哲也
56. 昭和之女（昭和の女／1993.1.21） 作詞 遠藤實，作曲 遠藤實
57. 夢仕度（1993.7.5） 作詞 たきのえいじ，作曲 北原じゅん
58. 故鄉景色（ふるさと景色／1994.5.1） 作詞 原讓二，作曲 原讓二
59. 夫婦つづり（1995.3.5） 作詞 池田充男，作曲 船村徹
60. 八百八町（1995.7.6） 作詞 秋元康，作曲 後藤次利
61. 笑紋（笑いじわ／1995.9.21） 作詞 阿木燿子，作曲 宇崎龍童
62. 鮮花與暴風雨（花と嵐／1996.4.24） 作詞 水木れいじ，作曲 叶弦大
63. 怎會是女的（まさかの女／1997.1.22） 作詞 秋元康，作曲 後藤次利
64. 北物語（1997.8.21） 作詞 大津あきら，作曲 濱圭介／川村英二（編曲）
65. 雨、不停地下（雨、降りやまず／1998.4.15） 作詞 たかたかし，作曲 濱圭介／川村英二（編曲）
66. 煌めきたいの（1999.2.10） 作詞 ちあき哲也，作曲 津村泰彦／竜崎孝路（編曲）
67. 女兒上州鴉（むすめ上州鴉／1999.8.4） 作詞 吉岡治，作曲 岡千秋／馬場良（編曲）
68. 長崎夢情（1999.8.25） 作詞 新木倉子，作曲 彩木雅夫／小杉仁三（編曲）
69. 你是我的命（あなたが命／2000.3.23） 作詞 澤村友美也，作曲 原讓二
70. 連理枝（連理の枝／2001.3.14） 作詞 野村耕三，作曲 新井利昌／佐伯亮（編曲）
71. 東京墮落鳥（東京はぐれ鳥／2002.1.23） 作詞 小関理樹，作曲 上野旬也／渡邊博史（編曲）
72. 鴛鴦春秋（おしどり春秋／2002.8.14） 作詞 たきのえいじ，作曲 八木架壽人
73. 命運花（命花／2003.3.28） 作詞 福田恒，作曲 原讓二
74. 好女人（みんないい女／2004.4.1） 作詞 かず翼，作曲 圓廣志
75. 幾重酒（かさね酒／2004.10.21） 作詞 池田充男，作曲 弦哲也
76. 忘情旅館（わすれ宿／2005.6.22） 作詞 中山大三郎，作曲 船村徹／南鄉達也（編曲）
77. 花散里（2006.2.8)） 作詞 木下龍太郎，作曲 蔦将包／蔦将包
78. 返夢（帰らぬ夢／2006.7.5） 作詞 星野哲郎，作曲 船村徹／丸山雅仁（編曲）
79. 年年歲歲（年々歳々／2007.4.4） 作詞 さくら　ちさと，作曲 中村典正／南鄉達也
80. 恋問川（2008.1.29） 作詞 木下龍太郎，作曲 原讓二／南鄉達也（編曲）
81. 鴛鴦酒（おしどり酒／2008.9.3） 作詞 水木れいじ，作曲 中村典正／前田俊明（編曲）
82. 月夜舟（2009.3.4） 作詞 水木れいじ，作曲 中村典正／前田俊明（編曲）
83. 生命的紐帶（命の絆／2009.11.4） 作詞 原讓二，作曲 原讓二
84. GO!GO!武士日本〜我也光輝〜（GO!GO!侍ニッポン〜私も輝きます〜／2010.4.7） 作詞 ペリー荻野，作曲 小杉保夫

## 出演
- 全明星模倣寶座決定戰（ものまね王座決定戦、一段時間擔任準正式審查員）
- 森田一義時間笑一笑又何妨!（森田一義アワー 笑っていいとも!、Telephone Shocking）
- 獅子的祝您健康（ライオンのごきげんよう／富士電視）
- 徹子的房間（徹子の部屋／朝日電視）
- 一枚寫真（一枚の写真／富士電視）
- 喜劇的江戶（コメディーお江戸でござる／NHK）
- 漂移大爆笑（ドリフ大爆笑／富士電視）
- 三姐妹系列（桜吹雪美人スリ三姉妹がいく／朝日電視、1997年） 樱吹雪佳奈惠 角色
- 黃金保齡球（ゴールデンボウル／日本電視、2002年）加藤千秋 角色
- 揮棒人生（ドリームアゲイン／日本電視、2007年）中田加代 角色
- Oh!My Girl!!（オー!マイ・ガール!!／日本電視、2008年）本人 角色
- Digital Q（デジタルQ／NHK）
- 愛兩人分手也是兩人（愛するふたり別れるふたり／富士電視、1998年）
- 找到主治醫師診所（主治医が見つかる診療所／東京電視）
- 彩虹色的Jean（にじいろジーン／関西電視）

## 關聯人物
- 北島三郎
- 水前寺清子
- 美川憲一

## 外部連結
- 瀬川瑛子 （页面存档备份，存于）（日文）